# Пикль, Примож
Примож Пикль (словен. Primož Pikl) род. 25 августа 1982 года в Целе — известный словенский прыгун с трамплина, участник Олимпийских игр.
В Кубке мира Пикль дебютировал в 2003 году, в феврале 2006 года впервые попал в десятку лучших на этапе Кубка мира. Всего на сегодняшний момент имеет 12 попаданий в десятку лучших на этапах Кубка мира, все в командных соревнованиях, в личных соревнованиях лучшим результатом является 15-е место. Лучшим достижением по итогам Кубка мира для Пикля является 37-е место в сезоне 2006-07.
На Олимпиаде-2010 в Ванкувере стартовал в двух дисциплинах: стал 8-м в команде и 24-м на нормальном трамплине.
За свою карьеру участвовал в одном чемпионате мира, на чемпионате мира 2007 в Саппоро стал 10-м в команде, 32-м на нормальном трамплине и 34-м на большом трамплине.
Использует лыжи производства фирмы Rossignol.